# Guglielmo della Porta

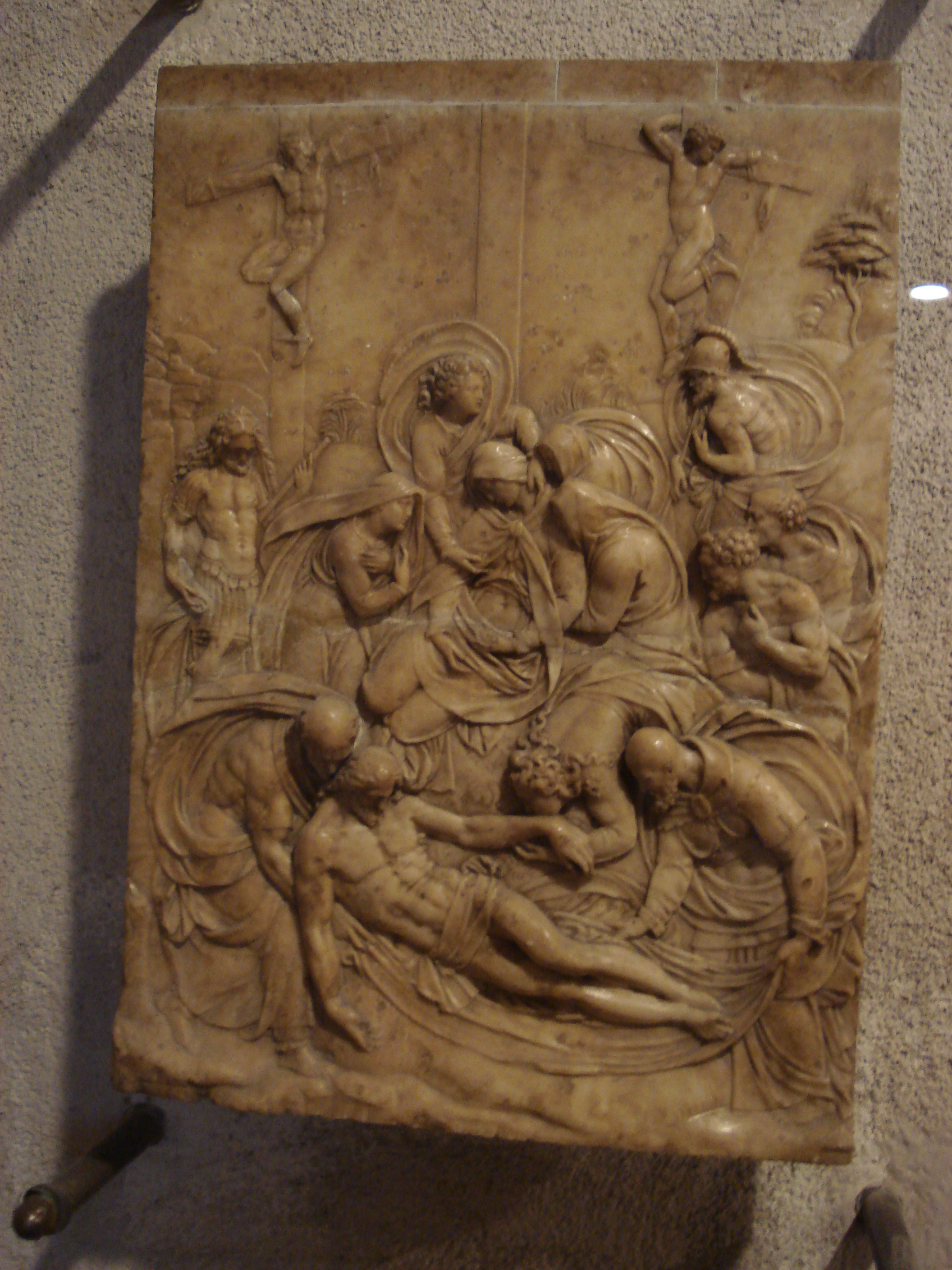
Relief av nedtagningen från korset, numera förvarad i Castello Sforzesco.

Guglielmo della Porta, född 1516 i Genua, död 1577 i Rom, var en italiensk skulptör och arkitekt. Han var bror till Giacomo della Porta.
Till Guglielmo della Portas tidigaa verk hör Kristus och Thomas i San Tommaso i Genua. Till hans främsta arbeten hör påven Paulus III:s gravmonument i Peterskyrkan, influerat av Michelangelos stil. Guglielmo della Porta finns representerad vid bland annat Nationalmuseum i Stockholm.